# آمیتی‌ویل سه‌بعدی
آمیتی‌ویل سه‌بعدی (به انگلیسی: Amityville 3-D) یک فیلم ترسناک در سبک داستان ماوراء طبیعی آمریکایی محصول سال ۱۹۸۳ به کارگردانی ریچارد فلایشر است. در این فیلم بازیگرانی همچون تونی رابرتس، تس هارپر، رابرت جوی، کندی کلارک، لوری لافلین، نیل بری و مگ رایان ایفای نقش کرده‌اند.

## گیشه
این فیلم با فروش ۲٫۳۶۶٫۴۷۲ دلاری، طبق باکس آفیس موجو، در گیشه اول هفته اول خود قرار گرفت. ناخالص داخلی نهایی آن ۶۳۳٫۳۱۳۵ دلار بود. این فیلم در نهایت یک شکست باکس آفیس در نظر گرفته شد و در نهایت آخرین فیلم این مجموعه بود که تا زمان بازسازی وحشت در آمیتی‌ویل در سال ۲۰۰۵ به نمایش درآمد.